# Raffaele da Brescia

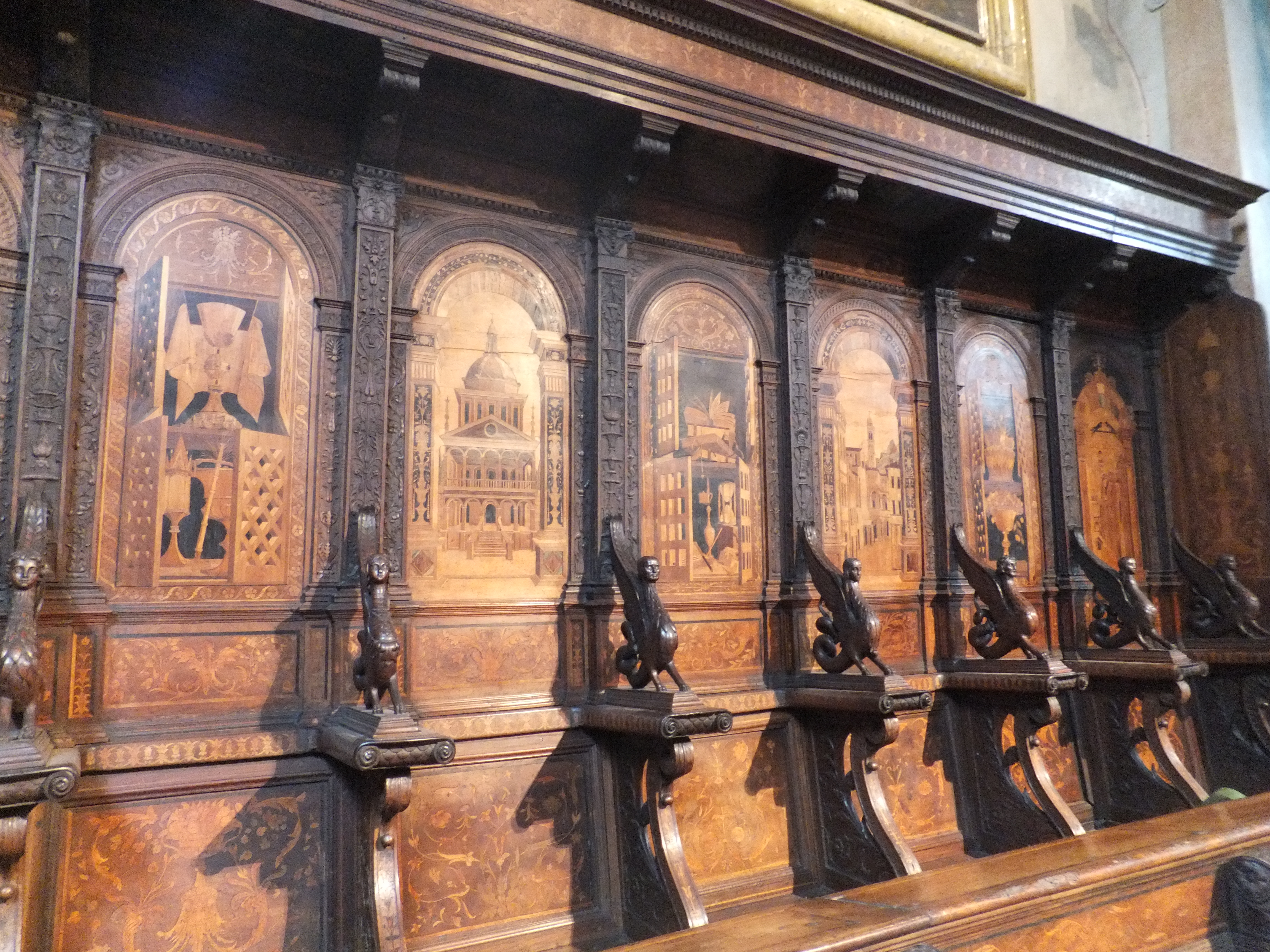
Verona, Santa Maria in Organo, coro ligneo

Frà Raffaele da Brescia (Brescia, 1479 ? – Roma, 1539) è stato un intagliatore e intarsiatore italiano, attivo tra la fine del XV secolo e l'inizio del XVI.

## Biografia
Noto anche come Raffaello da Brescia, nacque a Brescia, probabilmente nel 1479, figlio del pittore Giovan Pietro da Marone. Poco prima del 1501 entrò come novizio nella abbazia olivetana di San Nicola a Rodengo Saiano.
Avendo potuto constatare la sua eccezionale perizia nell'arte della tarsia lignea nel coro di Santa Maria in Organo a Verona, i suoi confratelli lo mandarono all'abbazia di Monte Oliveto Maggiore, casa madre della congregazione olivetana, dove con l'ausilio del suo maestro, frà Giovanni da Verona, portò a termine il coro intarsiato tra il 1503 ed il 1505. In seguito si trasferì a Napoli, dove fu coautore del coro della chiesa olivetana di Sant'Anna dei Lombardi, fra il 1505 e il 1507. Rientrato per un breve periodo a Monte Oliveto Maggiore, ritornò in seguito nuovamente a Rodengo Saiano. 
Si spostò poi a Bologna, ove risiedette nel monastero di San Michele in Bosco, dal 1513 al 1529. Qui eseguì delle importanti opere di tarsia; il coro fu successivamente smembrato ed oggi ne restano solo 20 postergali: 18 sono oggi conservati nella cappella Malvezzi della basilica di San Petronio e 2 al Victoria and Albert Museum di Londra. 
Un suo leggio è conservato a Monte Oliveto Maggiore e un altro, realizzato su disegno di Girolamo Romanino, si trova attualmente alla pinacoteca "Tosio Martinengo" di Brescia. 
Trasferitosi infine a Roma, nel monastero di Santa Francesca Romana, morì nel 1539 e fu sepolto nella chiesa di Santa Maria in Camposanto, oggi all'interno della Città del Vaticano.